# Eglė Balčiūnaitė
Eglė Balčiūnaitė (* 31. Oktober 1988 in Šiauliai, Litauische SSR, UdSSR) ist eine litauische Mittelstreckenläuferin, die sich auf die 800-Meter-Distanz spezialisiert hat.
Sie qualifizierte sich als einzige litauische 800-Meter-Läuferin für die Olympischen Sommerspiele 2008 in Peking, wo sie im Semifinale ausschied und somit den 20. Platz belegte. Bei den U23-Europameisterschaften 2009 im litauischen Kaunas belegte sie im Finale über 800 Meter den sechsten Platz.
Bei den Hallenweltmeisterschaften 2010 in Doha zog sie ins Finale ein und wurde dort mit einem neuen litauischen Hallen-Landesrekord von 2:01,37 min den Fünfte. Sie hält auch den Hallen-Landesrekord über 400 Meter.
Erstmals unter zwei Minuten lief sie am 22. Juli 2010 bei der Diamond League in Monaco, als sie eine Zeit von 1:59,29 min erreichte.

## Bestleistungen
Freiluft:
- 800 Meter: 1:59,29 min, 22. Juli 2010, Monaco

Halle:
- 800 Meter: 2:01,37 min, 14. März 2010, Doha (NR)
- 400 Meter: 53,47 s, 13. Februar 2010, Pombal (NR)